# Olympische Sommerspiele 1912/Teilnehmer (Deutsches Reich)
| Gelbes Symbol für Goldmedaillen mit stilisierten Olympischen Ringen | Graues Symbol für Silbermedaillen mit stilisierten Olympischen Ringen | Braundes Symbol für Bronzemedaillen mit stilisierten Olympischen Ringen |
| ------------------------------------------------------------------- | --------------------------------------------------------------------- | ----------------------------------------------------------------------- |
| 5                                                                   | 13                                                                    | 7                                                                       |

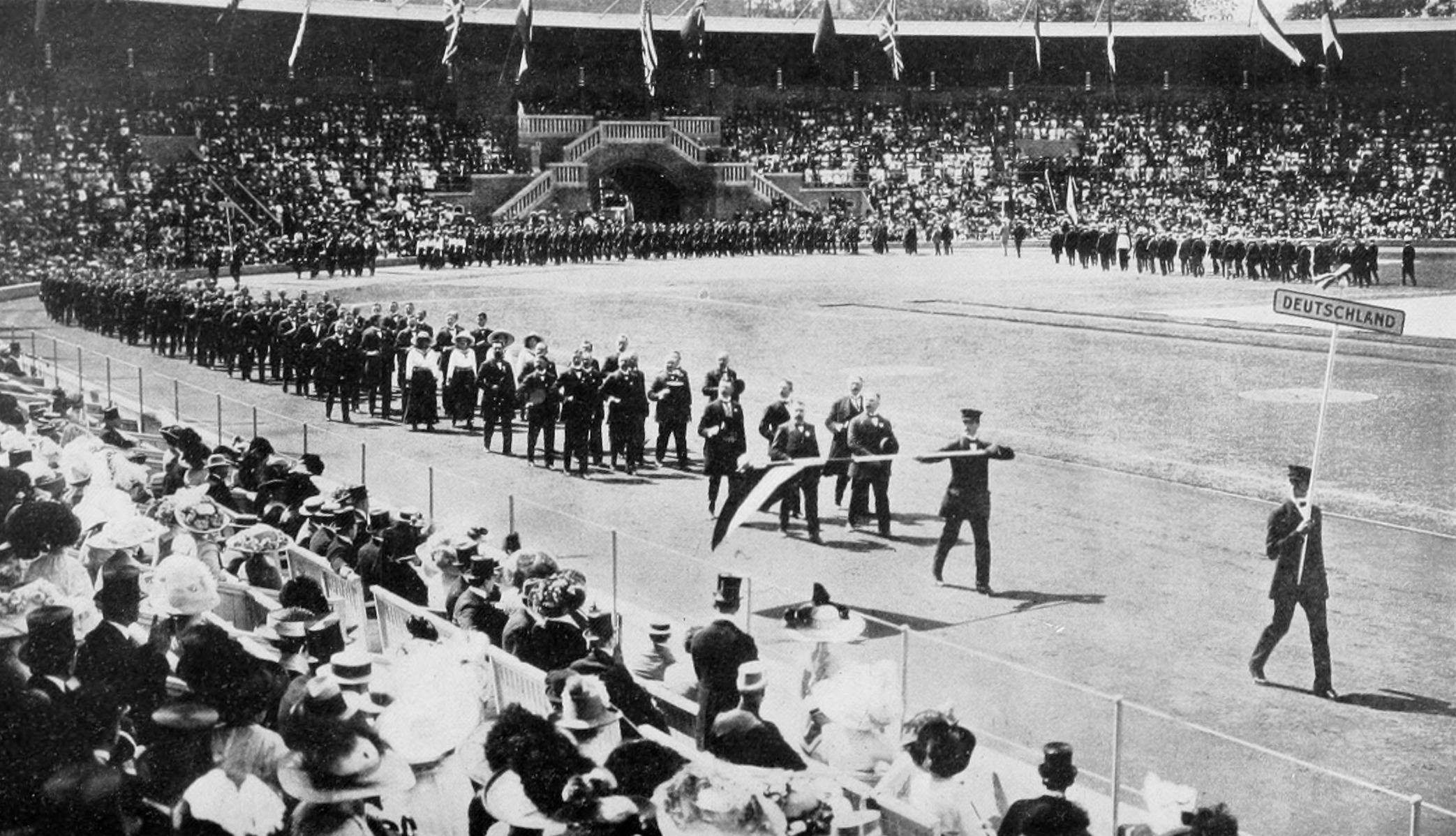
Die deutsche Mannschaft bei der Eröffnungsfeier

Die deutsche Mannschaft belegte bei den Olympischen Sommerspielen 1912 im schwedischen Stockholm den sechsten Platz im Medaillenspiegel. Insgesamt waren 185 Athleten nominiert, davon 180 Männer und fünf Frauen.
Bei der Eröffnungsfeier war der Leichtathlet und spätere Präsident des deutschen NOKs Karl Halt der Fahnenträger beim Einmarsch der Nationen.

## Medaillen

### Medaillenspiegel
Die Angabe der Anzahl der Wettbewerbe bezieht sich auf die mit deutscher Beteiligung.
| Rang   | Sportart       | Goldmedaille – Olympiasieger | Silbermedaille – 2. Platz | Bronzemedaille – 3. Platz | Gesamt | Wettbewerbe |
| ------ | -------------- | ---------------------------- | ------------------------- | ------------------------- | ------ | ----------- |
| 1      | Schwimmen      | 2                            | 3                         | 2                         | 7      | 8           |
| 2      | Wasserspringen | 1                            | 2                         | 1                         | 4      | 3           |
| 3      | Tennis         | 1                            | 1                         | 1                         | 3      | 4           |
| 4      | Rudern         | 1                            | —                         | 1                         | 2      | 3           |
| 5      | Reiten         | —                            | 3                         | 1                         | 4      | 3           |
| 6      | Leichtathletik | —                            | 2                         | —                         | 2      | 21          |
| 7      | Schießen       | —                            | 1                         | 1                         | 2      | 7           |
| 8      | Ringen         | —                            | 1                         | —                         | 1      | 5           |
| Gesamt | Gesamt         | 5                            | 13                        | 7                         | 25     |             |

### Medaillengewinner

#### Gold
| Name                                                                       | Sportart       | Wettkampf                 |
| -------------------------------------------------------------------------- | -------------- | ------------------------- |
| Paul Günther                                                               | Wasserspringen | Kunstspringen 1 m und 3 m |
| Albert Arnheiter Hermann Wilker Otto Fickeisen Rudolf Fickeisen Otto Maier | Rudern         | Vierer mit Steuermann     |
| Walter Bathe                                                               | Schwimmen      | 200 m Brust               |
| Walter Bathe                                                               | Schwimmen      | 400 m Brust               |
| Dora Köring Heinrich Schomburgk                                            | Tennis         | Mixed (Rasen)             |

#### Silber
| Name                                                                                    | Sportart       | Wettkampf                                  |
| --------------------------------------------------------------------------------------- | -------------- | ------------------------------------------ |
| Hanns Braun                                                                             | Leichtathletik | 400 m                                      |
| Hans Liesche                                                                            | Leichtathletik | Hochsprung                                 |
| Albert Zürner                                                                           | Wasserspringen | Turmspringen (einfach und zusammengesetzt) |
| Hans Luber                                                                              | Wasserspringen | Kunstspringen 1 m und 3 m                  |
| Harry von Rochow                                                                        | Reiten         | Vielseitigkeit Einzel                      |
| Harry von Rochow Richard Graf von Schaesberg-Tannheim Eduard von Lütcken Carl von Moers | Reiten         | Vielseitigkeit Mannschaft                  |
| Rabod von Kröcher                                                                       | Reiten         | Springreiten Einzel                        |
| Alfred Goeldel-Bronikowen                                                               | Sportschießen  | Tontaubenschießen                          |
| Otto Fahr                                                                               | Schwimmen      | 100 m Rücken                               |
| Wilhelm Lützow                                                                          | Schwimmen      | 200 m Brust                                |
| Wally Dressel Louise Otto Hermine Stindt Grete Rosenberg                                | Schwimmen      | 4 × 100 m Freistil                         |
| Dora Köring                                                                             | Tennis         | Einzel (Rasen)                             |
| Georg Gerstäcker                                                                        | Ringen         | Federgewicht                               |

#### Bronze
| Name | Sportart       | Wettkampf                    |
| --- | -------------- | ---------------------------- |
| Kurt Behrens | Wasserspringen | Kunstspringen 1 m und 3 m    |
| Sigismund Freyer Wilhelm von Hohenau Ernst Deloch Friedrich Karl von Preußen                                                      | Reiten         | Springreiten Mannschaft      |
| Otto Liebing Max Bröske Fritz Bartholomae Willi Bartholomae Werner Dehn Rudolf Reichelt Hans Matthiae Kurt Runge Max Vetter       | Rudern         | Achter                       |
| Erich Graf von Bernstorff Franz von Zedlitz und Leipe Horst Goeldel-Bronikowen Albert Preuß Erland Koch Alfred Goeldel-Bronikowen | Sportschießen  | Tontaubenschießen Mannschaft |
| Paul Kellner | Schwimmen      | 100 m Rücken                 |
| Paul Malisch | Schwimmen      | 200 m Brust                  |
| Oscar Kreuzer | Tennis         | Einzel (Rasen)               |

## Teilnehmer nach Sportart

### Fechten
| Athleten | Wettbewerb       | 1. Runde | 1. Runde | Viertelfinale | Viertelfinale | Halbfinale    | Halbfinale    | Finale        | Finale        | Rang          |
| Athleten | Wettbewerb       | Punkte   | Rang     | Punkte        | Rang          | Punkte        | Rang          | Punkte        | Rang          | Rang          |
| --- | ---------------- | -------- | -------- | ------------- | ------------- | ------------- | ------------- | ------------- | ------------- | ------------- |
| Männer |                  |          |          |               |               |               |               |               |               |               |
| Friedrich Schwarz | Degen            | 2:3      | 4        | ausgeschieden | ausgeschieden | ausgeschieden | ausgeschieden | ausgeschieden | ausgeschieden | 46            |
| Friedrich Schwarz | Säbel            | 2:1      | 2        | 2:1           | 2             | 0:4           | 5             | ausgeschieden | ausgeschieden | 21            |
| Julius Lichtenfels | Degen            | 3:4      | 5        | ausgeschieden | ausgeschieden | ausgeschieden | ausgeschieden | ausgeschieden | ausgeschieden | 46            |
| Julius Lichtenfels | Florett          | 5:1      | 1        | 4:1           | 3             | 2:3           | 4             | ausgeschieden | ausgeschieden | 9             |
| Julius Lichtenfels | Säbel            | 3:1      | 1        | 3:1           | 2             | DNS           | DNS           | ausgeschieden | ausgeschieden | ausgeschieden |
| Hans Thomson | Degen            | 4:2      | 1        | 1:4           | 4             | ausgeschieden | ausgeschieden | ausgeschieden | ausgeschieden | 24            |
| Hans Thomson | Säbel            | 2:1      | 2        | 2:2           | 4             | ausgeschieden | ausgeschieden | ausgeschieden | ausgeschieden | 21            |
| Heinrich Schrader | Degen            | 0:5      | 6        | ausgeschieden | ausgeschieden | ausgeschieden | ausgeschieden | ausgeschieden | ausgeschieden | 46            |
| Georg Stöhr | Säbel            | –        | 1        | 1:4           | 5             | ausgeschieden | ausgeschieden | ausgeschieden | ausgeschieden | 21            |
| Hermann Plaskuda | Degen            | 4:3      | 4        | ausgeschieden | ausgeschieden | ausgeschieden | ausgeschieden | ausgeschieden | ausgeschieden | 46            |
| Hermann Plaskuda | Florett          | 3:2      | 3        | 1:4           | 6             | ausgeschieden | ausgeschieden | ausgeschieden | ausgeschieden | 19            |
| Emil Schön | Degen            | 5:2      | 2        | 1:4           | 6             | ausgeschieden | ausgeschieden | ausgeschieden | ausgeschieden | 24            |
| Emil Schön | Florett          | 4:1      | 1        | 2:3           | 3             | ?:2           | 3             | ausgeschieden | ausgeschieden | 9             |
| Walther Meienreis | Degen            | 1:5      | 5        | ausgeschieden | ausgeschieden | ausgeschieden | ausgeschieden | ausgeschieden | ausgeschieden | 46            |
| Johannes Adam | Florett          | 1:3      | 4        | ausgeschieden | ausgeschieden | ausgeschieden | ausgeschieden | ausgeschieden | ausgeschieden | 39            |
| Adolf Davids | Florett          | 2:2      | 3        | 2:3           | 4             | ausgeschieden | ausgeschieden | ausgeschieden | ausgeschieden | 19            |
| Wilhelm Löffler | Florett          | 3:2      | 3        | 2:3           | 4             | ausgeschieden | ausgeschieden | ausgeschieden | ausgeschieden | 19            |
| Albert Naumann | Florett          | 1:4      | 5        | ausgeschieden | ausgeschieden | ausgeschieden | ausgeschieden | ausgeschieden | ausgeschieden | 39            |
| Julius Thomson | Florett          | 0:6      | 7        | ausgeschieden | ausgeschieden | ausgeschieden | ausgeschieden | ausgeschieden | ausgeschieden | 39            |
| Heinrich Ziegler | Florett          | 3:2      | 4        | ausgeschieden | ausgeschieden | ausgeschieden | ausgeschieden | ausgeschieden | ausgeschieden | 39            |
| Hermann Plaskuda Emil Schön Friedrich Schwarz Heinrich Ziegler                                                                                 | Degen Mannschaft | –        | –        | –             | 1             | 0:3           | 4             | ausgeschieden | ausgeschieden | 5             |
| Johannes Adam Jakob Erckrath de Bary Fritz Jack Julius Lichtenfels Walther Meienreis Hermann Plaskuda Emil Schön Friedrich Schwarz Georg Stöhr | Säbel Mannschaft | –        | –        | 0:0           | 2             | 0:3           | 4             | ausgeschieden | ausgeschieden | 5             |

### Fußball

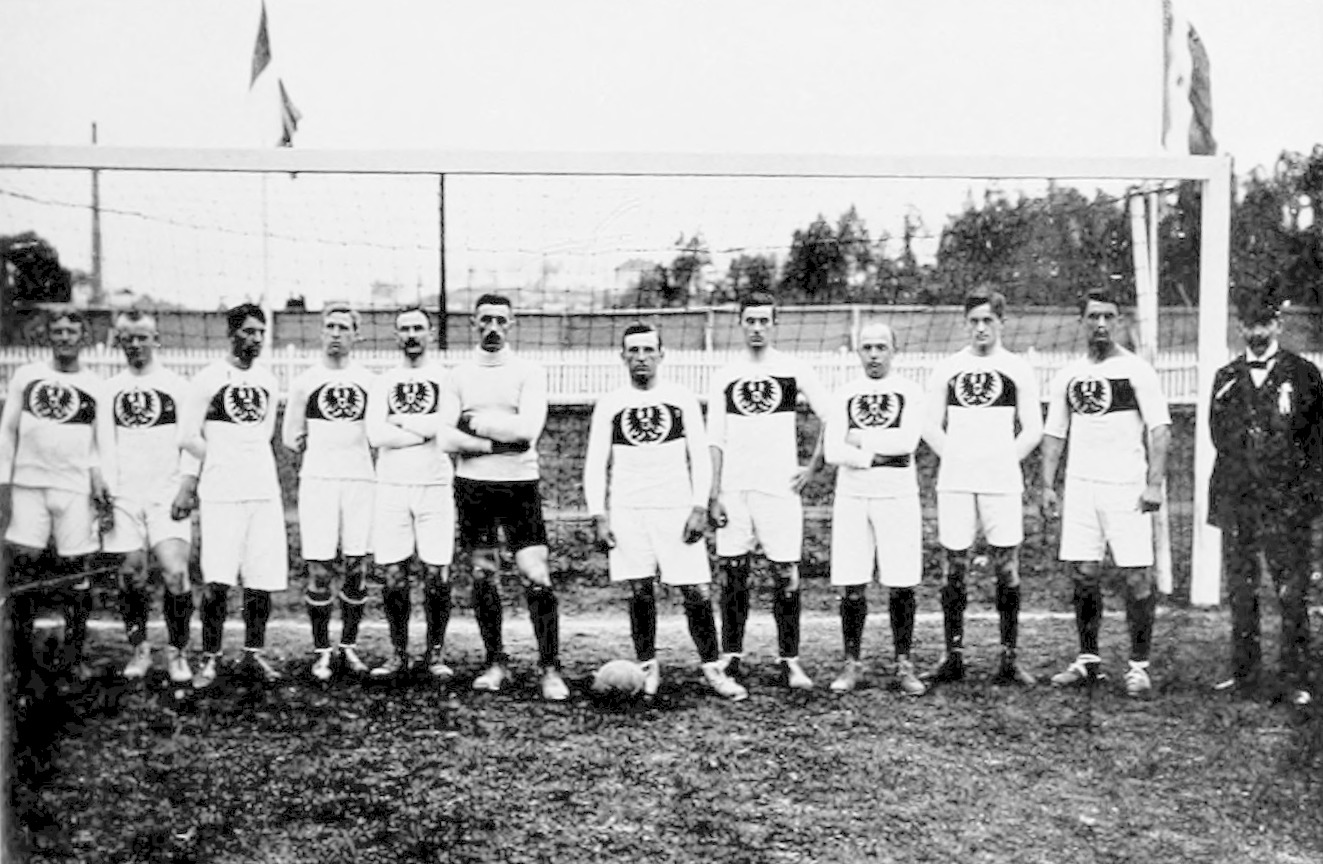
Die deutsche Fußballmannschaft bei den Olympischen Sommerspielen 1912

| Wettbewerb               | Männer |
| ------------------------ | --- |
| Athleten                 | Hermann Bosch Max Breunig Karl Burger Fritz Förderer Gottfried Fuchs Josef Glaser Walter Hempel Julius Hirsch Ernst Hollstein Adolf Jäger Eugen Kipp senior Georg Krogmann Emil Oberle Hans Reese Helmut Röpnack Otto Thiel Camillo Ugi Karl Uhle Albert Weber Karl Wegele Adolf Werner Willi Worpitzky |
| Trainer                  | ohne |
| Achtelfinale             | Österreich 1:5 (1:0) |
| Trostrunde Viertelfinale | Russland 16:0 (8:0) |
| Trostrunde Halbfinale    | Ungarn 3:1 (2:0) |
| Trostrunde Finale        | ausgeschieden |
| Viertelfinale            | ausgeschieden |
| Halbfinale               | ausgeschieden |
| Finale                   | ausgeschieden |
| Platzierung              | ausgeschieden |

### Kunstwettbewerbe
Männer:
- Julius Skarba-Wallraff (Baukunst)

### Leichtathletik
Laufen und Gehen 
| Athleten                                                  | Wettbewerb        | Vorlauf                              | Vorlauf | Halbfinale    | Halbfinale    | Finale        | Finale        | Rang          |
| Athleten                                                  | Wettbewerb        | Zeit                                 | Rang    | Zeit          | Rang          | Zeit          | Rang          | Rang          |
| --------------------------------------------------------- | ----------------- | ------------------------------------ | ------- | ------------- | ------------- | ------------- | ------------- | ------------- |
| Männer                                                    |                   |                                      |         |               |               |               |               |               |
| Emil Ketterer                                             | 100 m             | DNF                                  | DNF     | ausgeschieden | ausgeschieden | ausgeschieden | ausgeschieden | ausgeschieden |
| Erwin Kern                                                | 100 m             | unbekannt                            | 2       | unbekannt     | 5             | ausgeschieden | ausgeschieden | 9–28          |
| Richard Rau                                               | 100 m             | 11,5 s                               | 1       | 10,9 s        | 2             | ausgeschieden | ausgeschieden | 6–16          |
| Richard Rau                                               | 200 m             | 22,5 s                               | 2       | 22,1 s        | 1             | 22,2 s        | 4             | 4             |
| Max Herrmann                                              | 100 m             | unbekannt                            | 3       | ausgeschieden | ausgeschieden | ausgeschieden | ausgeschieden | 30–66         |
| Max Herrmann                                              | 200 m             | 22,9 s                               | 1       | unbekannt     | 4             | ausgeschieden | ausgeschieden | 9–30          |
| Max Herrmann                                              | 400 m             | unbekannt                            | 3       | ausgeschieden | ausgeschieden | ausgeschieden | ausgeschieden | 22–39         |
| Heinrich Wenseler                                         | 200 m             | unbekannt                            | 4       | ausgeschieden | ausgeschieden | ausgeschieden | ausgeschieden | 43–51         |
| Heinrich Wenseler                                         | 400 m             | unbekannt                            | 3       | ausgeschieden | ausgeschieden | ausgeschieden | ausgeschieden | 22–39         |
| Heinrich Burkowitz                                        | 400 m             | 51,7 s                               | 3       | ausgeschieden | ausgeschieden | ausgeschieden | ausgeschieden | 22–38         |
| Hanns Braun                                               | 400 m             | 50,6 s                               | 1       | 49,2 s        | 1             | 48,3 s        | 2             | Silber        |
| Hanns Braun                                               | 800 m             | unbekannt                            | 2       | 1:54,6 min    | 2             | 1:53,0 min    | 6             | 6             |
| Erich Lehmann                                             | 400 m             | unbekannt                            | 4       | ausgeschieden | ausgeschieden | ausgeschieden | ausgeschieden | 23–39         |
| Erich Lehmann                                             | 800 m             | unbekannt                            | 3       | ausgeschieden | ausgeschieden | ausgeschieden | ausgeschieden | 15–38         |
| Jakob Person                                              | 400 m             | 55,4 s                               | 1       | DNF           | DNF           | ausgeschieden | ausgeschieden | ausgeschieden |
| Jakob Person                                              | 800 m             | unbekannt                            | 4       | ausgeschieden | ausgeschieden | ausgeschieden | ausgeschieden | 16–38         |
| Willie Jahn                                               | 800 m             | 2:02,0 min                           | 4       | ausgeschieden | ausgeschieden | ausgeschieden | ausgeschieden | 22–38         |
| Georg Amberger                                            | 1500 m            | 4:27,0 min                           | 3       | –             | –             | ausgeschieden | ausgeschieden | 18–37         |
| Georg Mickler                                             | 1500 m            | unbekannt                            | 5       | –             | –             | ausgeschieden | ausgeschieden | 16–38         |
| Erwin von Sigel                                           | 1500 m            | 4:09,3 min                           | 1       | –             | –             | unbekannt     | 9–14          | 9–14          |
| Gregor Vietz                                              | 5000 m            | DNF                                  | DNF     | ausgeschieden | ausgeschieden | ausgeschieden | ausgeschieden | ausgeschieden |
| Gregor Vietz                                              | 10.000 m          | DNF                                  | DNF     | ausgeschieden | ausgeschieden | ausgeschieden | ausgeschieden | ausgeschieden |
| Gregor Vietz                                              | Crosslauf         | –                                    | –       | –             | –             | 54:40,6 min   | 27            | 27            |
| Hermann von Bönninghausen                                 | 110 m Hürden      | 17,0 s                               | 2       | 16,0 s        | 3             | ausgeschieden | ausgeschieden | 10–16         |
| Karl Halt Max Herrmann Erwin Kern Richard Rau             | 4 × 100-m-Staffel | 43,6 s OR                            | 1       | 42,3 s OR     | 1             | DSQ           | DSQ           | DSQ           |
| Hanns Braun Heinrich Burkowitz Max Herrmann Erich Lehmann | 4 × 400-m-Staffel | 3:28,5 min                           | 6       | –             | –             | ausgeschieden | ausgeschieden | 6             |
| Georg Amberger Georg Mickler Erwin von Sigel Gregor Vietz | 3000 m Mannschaft | 9:32,5 min DNF 9:06,8 min 9:34,2 min | 4       | ausgeschieden | ausgeschieden | ausgeschieden | ausgeschieden | 4             |

 Springen und Werfen 
| Athleten        | Wettbewerb     | Qualifikation | Qualifikation | Finale        | Finale        | Rang   |
| Athleten        | Wettbewerb     | Weite/Höhe    | Rang          | Weite/Höhe    | Rang          | Rang   |
| --------------- | -------------- | ------------- | ------------- | ------------- | ------------- | ------ |
| Männer          |                |               |               |               |               |        |
| Robert Pasemann | Weitsprung     | –             | –             | 6,82 m        | 8             | 8      |
| Robert Pasemann | Stabhochsprung | 3,65 m        | 7             | 3,40 m        | 11            | 11     |
| Otto Bäurle     | Dreisprung     | 13,52 m       | 14            | ausgeschieden | ausgeschieden | 14     |
| Hans Liesche    | Hochsprung     | 1,83 m        | 1             | 1,91 m        | 2             | Silber |
| Otto Röhr       | Hochsprung     | 1,75 m        | 13            | ausgeschieden | ausgeschieden | 13     |
| Emil Welz       | Diskuswurf     | 37,24 m       | 24            | ausgeschieden | ausgeschieden | 24     |
| Josef Waitzer   | Diskuswurf     | 38,44 m       | 16            | ausgeschieden | ausgeschieden | 16     |
| Josef Waitzer   | Speerwurf      | 43,71 m       | 19            | ausgeschieden | ausgeschieden | 19     |
| Karl Halt       | Kugelstoßen    | 11,16 m       | 14            | ausgeschieden | ausgeschieden | 14     |
| Karl Halt       | Speerwurf      | 41,99 m       | 22            | ausgeschieden | ausgeschieden | 22     |
| Paul Willführ   | Diskuswurf     | keine Weite   | 41            | ausgeschieden | ausgeschieden | 41     |
| Paul Willführ   | Kugelstoßen    | 10,90 m       | 18            | ausgeschieden | ausgeschieden | 18     |
| Paul Willführ   | Speerwurf      | 41,05 m       | 23            | ausgeschieden | ausgeschieden | 23     |

Fünfkampf
| Athleten      | Weitsprung | Weitsprung | Speerwurf | Speerwurf | 200 m    | 200 m | Diskuswurf    | Diskuswurf | 1500 m        | 1500 m | Punkte      | Rang |
| Athleten      | Weite (m)  | Pkte.      | Weite (m) | Pkte.     | Zeit (s) | Pkte. | Weite (m)     | Pkte.      | Zeit (min)    | Pkte.  | Punkte      | Rang |
| ------------- | ---------- | ---------- | --------- | --------- | -------- | ----- | ------------- | ---------- | ------------- | ------ | ----------- | ---- |
| Männer        |            |            |           |           |          |       |               |            |               |        |             |      |
| Otto Bäurle   | 6,52 m     | 7          | 34,29 m   | 22        | 23,6 s   | 9     | ausgeschieden | 0          | ausgeschieden | 0      | Elim-3 38   | 13   |
| Karl Halt     | unbekannt  | 22/24      | 42,75 m   | 10        | DNF      | 0     | ausgeschieden | 0          | ausgeschieden | 0      | DNF-2 32/34 | 25   |
| Josef Waitzer | unbekannt  | 22/24      | unbekannt | 26        | DNS      | 0     | ausgeschieden | 0          | ausgeschieden | 0      | DNF-2 48/50 | 26   |

Zehnkampf
| Athleten     | 100 m    | 100 m  | Weitsprung | Weitsprung | Kugelstoßen | Kugelstoßen | Hochsprung | Hochsprung | 400 m    | 400 m  | 110 m Hürden | 110 m Hürden | Diskuswurf | Diskuswurf | Stabhochsprung | Stabhochsprung | Speerwurf | Speerwurf | 1500 m     | 1500 m | Punkte   | Rang |
| Athleten     | Zeit (s) | Pkte.  | Weite (m)  | Pkte.      | Weite (m)   | Pkte.       | Höhe (m)   | Pkte.      | Zeit (s) | Pkte.  | Zeit (s)     | Pkte.        | Weite (m)  | Pkte.      | Höhe (m)       | Pkte.          | Weite (m) | Pkte.     | Zeit (min) | Pkte.  | Punkte   | Rang |
| ------------ | -------- | ------ | ---------- | ---------- | ----------- | ----------- | ---------- | ---------- | -------- | ------ | ------------ | ------------ | ---------- | ---------- | -------------- | -------------- | --------- | --------- | ---------- | ------ | -------- | ---- |
| Männer       |          |        |            |            |             |             |            |            |          |        |              |              |            |            |                |                |           |           |            |        |          |      |
| Alex Abraham | 12,0 s   | 7,14,4 | 5.52       | 519.80     | 11.29       | 649         | 1.50       | 440        | DNS      | DNS    | DNS          | DNS          | DNS        | DNS        | DNS            | DNS            | DNS       | DNS       | DNS        | DNS    | 2323.200 | 23   |
| Karl Halt    | 12,1 s   | 690,0  | 6.08       | 657.00     | 11.12       | 632         | 1.70       | 720        | 54.2     | 781.92 | 17.7         | 743.5        | 35.46      | 772.00     | 2.70           | 454.6          | 39.82     | 587.225   | 5:02.8     | 643.6  | 6682.445 | 9    |
| Otto Röhr    | 11,3 s   | 881,0  | 6.43       | 742.75     | 9.81        | 501         | 1.70       | 720        | DNS      | DNS    | DNS          | DNS          | DNS        | DNS        | DNS            | DNS            | DNS       | DNS       | DNS        | DNS    | 2844.750 | 20   |

### Moderner Fünfkampf
| Athleten   | Fechten | Fechten | Schwimmen | Schwimmen | Reiten | Reiten | Combined | Combined | Punkte | Rang |
| Athleten   | Bilanz  | Punkte  | Zeit      | Punkte    | Zeit   | Punkte | Zeit     | Punkte   | Punkte | Rang |
| ---------- | ------- | ------- | --------- | --------- | ------ | ------ | -------- | -------- | ------ | ---- |
| Männer     |         |         |           |           |        |        |          |          |        |      |
| Carl Pauen | 102     | 28      | DNS       | DNS       | DNS    | DNS    | DNS      | DNS      | 102    | 28   |

### Radsport
| Athleten                                                | Wettbewerb                                              | Zeit         | Rang |
| ------------------------------------------------------- | ------------------------------------------------------- | ------------ | ---- |
| Männer                                                  |                                                         |              |      |
| Rudolf Baier                                            | Einzelzeitfahren                                        | 11:35:01,5 h | 27   |
| Robert Birker                                           | Einzelzeitfahren                                        | 12:19:27,6 h | 62   |
| Martin Koch                                             | Einzelzeitfahren                                        | 12:18:22,5 h | 61   |
| Franz Lemnitz                                           | Einzelzeitfahren                                        | 11:34:32,2 h | 26   |
| Carl Lüthje                                             | Einzelzeitfahren                                        | 13:00:31,8 h | 79   |
| Otto Männel                                             | Einzelzeitfahren                                        | 11:53:27,4 h | 44   |
| Wilhelm Rabe                                            | Einzelzeitfahren                                        | 12:06:55,8 h | 55   |
| Oswald Rathmann                                         | Einzelzeitfahren                                        | 11:40:04,0 h | 33   |
| Josef Rieder                                            | Einzelzeitfahren                                        | 12:12:32,4 h | 57   |
| Hermann Smiel                                           | Einzelzeitfahren                                        | 12:49:01,6 h | 76   |
| Georg Warsow                                            | Einzelzeitfahren                                        | 11:45:24,0 h | 36   |
| Rudolf Baier Franz Lemnitz Oswald Rathmann Georg Warsow | Mannschaftszeitfahren als Addition der Einzelergebnisse | 46:35:16,1 h | 6    |

### Reiten

#### Dressurreiten
| Athleten                           | Wettbewerb | Strafpunkte | Rang |
| ---------------------------------- | ---------- | ----------- | ---- |
| Felix Bürkner mit King             | Einzel     | 51          | 7    |
| Andreas von Flotow mit Senta       | Einzel     | 77          | 11   |
| Carl von Moers mit New Bank        | Einzel     | 83          | 12   |
| Friedrich von Oesterley mit Condor | Einzel     | 36          | 4    |

#### Springreiten
| Athleten | Wettbewerb | Strafpunkte | Rang   |
| --- | ---------- | ----------- | ------ |
| Ernst Deloch mit Hubertus | Einzel     | 10          | 9      |
| Friedrich Karl von Preußen mit Gibson Boy                                                                                            | Einzel     | 16          | 18     |
| Sigismund Freyer mit Ultimus | Einzel     | 7           | 5      |
| Friedrich von Grote mit Polyphem | Einzel     | 16          | 18     |
| Wilhelm von Hohenau mit Pretty Girl                                                                                                  | Einzel     | 9           | 6      |
| Rabod von Kröcher mit Dohna | Einzel     | 4           | Silber |
| Ernst Deloch mit Hubertus Friedrich Karl von Preußen mit Gibson Boy Sigismund Freyer mit Ultimus Wilhelm von Hohenau mit Pretty Girl | Mannschaft | 40          | Bronze |

#### Vielseitigkeitsreiten
| Athleten | Wettbewerb | Langstrecke | Langstrecke | Cross-country | Cross-country | Jagdrennen | Jagdrennen | Jagdspringen | Jagdspringen | Dressur | Dressur | Gesamt | Gesamt | Rang   |
| Athleten | Wettbewerb | Punkte      | Rang        | Punkte        | Rang          | Punkte     | Rang       | Punkte       | Rang         | Punkte  | Rang    | Punkte | Rang   | Rang   |
| --- | ---------- | ----------- | ----------- | ------------- | ------------- | ---------- | ---------- | ------------ | ------------ | ------- | ------- | ------ | ------ | ------ |
| Eduard von Lütcken mit Blue Boy | Einzel     | 10.00       | 1           | 10.00         | 1             | 10.00      | 1          | 9.27         | 6            | 6.63    | 8       | 45.90  | 8      | 8      |
| Carl von Moers mit May-Queen | Einzel     | 10.00       | 1           | 10.00         | 1             | 8.20       | 18         | 8.67         | 16           | 7.56    | 15      | 44.43  | 15     | 15     |
| Harry von Rochow mit Idealist | Einzel     | 10.00       | 1           | 10.00         | 1             | 10.00      | 1          | 9.53         | 1            | 6.89    | 2       | 46.42  | 2      | Silber |
| Richard von Schaesberg-Tannheim mit Grundsee                                                                                            | Einzel     | 10.00       | 1           | 10.00         | 1             | 10.00      | 1          | 9.40         | 3            | 6.76    | 5       | 46.16  | 5      | 5      |
| Eduard von Lütcken mit Blue Boy Carl von Moers mit May-Queen Harry von Rochow mit Idealist Richard von Schaesberg-Tannheim mit Grundsee | Mannschaft | 30.00       |             | 30.00         |               | 30.00      |            | 28.20        |              | 20.28   |         | 138.48 | 2      | Silber |

### Ringen
Griechisch-römischer Stil
| Athleten          | Wettbewerb        | 1. Runde          | 1. Runde | 2. Runde             | 2. Runde | 3. Runde        | 3. Runde      | 4. Runde         | 4. Runde      | 5. Runde          | 5. Runde      | 6. Runde            | 6. Runde      | 7. Runde        | 7. Runde      | Finalrunde     | Finalrunde    | Rang          |
| Athleten          | Wettbewerb        | Gegner            | Erg.     | Gegner               | Erg.     | Gegner          | Erg.          | Gegner           | Erg.          | Gegner            | Erg.          | Gegner              | Erg.          | Gegner          | Erg.          | Gegner         | Erg.          | Rang          |
| ----------------- | ----------------- | ----------------- | -------- | -------------------- | -------- | --------------- | ------------- | ---------------- | ------------- | ----------------- | ------------- | ------------------- | ------------- | --------------- | ------------- | -------------- | ------------- | ------------- |
| Männer            |                   |                   |          |                      |          |                 |               |                  |               |                   |               |                     |               |                 |               |                |               |               |
| Georg Andersen    | Federgewicht      | Hugo Johansson    | N        | József Pongrácz      | N        | ausgeschieden   | ausgeschieden | ausgeschieden    | ausgeschieden | ausgeschieden     | ausgeschieden | ausgeschieden       | ausgeschieden | ausgeschieden   | ausgeschieden | ausgeschieden  | ausgeschieden | ausgeschieden |
| Georg Gerstacker  | Federgewicht      | András Szoszky    | S        | Risto Mustonen       | S        | Hugo Johansson  | S             | Lauri Haapanen   | S             | Karl Kangas       | U             | Hjalmar Lehmusvirta | S             | Kaarlo Leivonen | S             | Otto Lasanen   | S             | Silber        |
| Georg Gerstacker  | Federgewicht      | András Szoszky    | S        | Risto Mustonen       | S        | Hugo Johansson  | S             | Lauri Haapanen   | S             | Karl Kangas       | U             | Hjalmar Lehmusvirta | S             | Kaarlo Leivonen | S             | Kaarlo Koskelo | N             | Silber        |
| Conrad Stein      | Federgewicht      | Harry Larsson     | N        | Aleksandr Ankondinow | N        | ausgeschieden   | ausgeschieden | ausgeschieden    | ausgeschieden | ausgeschieden     | ausgeschieden | ausgeschieden       | ausgeschieden | ausgeschieden   | ausgeschieden | ausgeschieden  | ausgeschieden | ausgeschieden |
| Andreas Dumrauf   | Leichtgewicht     | Edvin Mattiasson  | N        | Herbrand Lofthus     | N        | ausgeschieden   | ausgeschieden | ausgeschieden    | ausgeschieden | ausgeschieden     | ausgeschieden | ausgeschieden       | ausgeschieden | ausgeschieden   | ausgeschieden | ausgeschieden  | ausgeschieden | ausgeschieden |
| Bruno Heckel      | Leichtgewicht     | Carl Erik Lund    | N        | Hugo Björklund       | U        | Tuomas Pukkila  | S             | Aatami Tanttu    | U             | David Kolehmainen | N             | ausgeschieden       | ausgeschieden | ausgeschieden   | ausgeschieden | ausgeschieden  | ausgeschieden | ausgeschieden |
| Ludwig Sauerhöfer | Leichtgewicht     | Johan Nilsson     | N        | Martin Jonsson       | S        | József Sándor   | S             | Herbrand Lofthus | N             | ausgeschieden     | ausgeschieden | ausgeschieden       | ausgeschieden | ausgeschieden   | ausgeschieden | ausgeschieden  | ausgeschieden | ausgeschieden |
| Adolf Kurz        | Mittelgewicht     | Anders Andersen   | S        | Karl Åberg           | N        | ausgeschieden   | ausgeschieden | ausgeschieden    | ausgeschieden | ausgeschieden     | ausgeschieden | ausgeschieden       | ausgeschieden | ausgeschieden   | ausgeschieden | ausgeschieden  | ausgeschieden | ausgeschieden |
| Josef Merkle      | Mittelgewicht     | Mikko Holm        | S        | Freilos              | Freilos  | Edvin Fältström | S             | Martin Klein     | N             | ausgeschieden     | ausgeschieden | ausgeschieden       | ausgeschieden | ausgeschieden   | ausgeschieden | ausgeschieden  | ausgeschieden | ausgeschieden |
| Willi Steputat    | Mittelgewicht     | Karl Åberg        | N        | Freilos              | Freilos  | Andrea Gargano  | N             | ausgeschieden    | ausgeschieden | ausgeschieden     | ausgeschieden | ausgeschieden       | ausgeschieden | ausgeschieden   | ausgeschieden | ausgeschieden  | ausgeschieden | ausgeschieden |
| Karl Groß         | Halbschwergewicht | Anders Rajala     | N        | Ivar Böhling         | N        | ausgeschieden   | ausgeschieden | ausgeschieden    | ausgeschieden | ausgeschieden     | ausgeschieden | ausgeschieden       | ausgeschieden | ausgeschieden   | ausgeschieden | ausgeschieden  | ausgeschieden | ausgeschieden |
| Fritz Lange       | Halbschwergewicht | Knut Lindberg     | N        | Johann Trestler      | S        | Johan Andersson | U             | Oscar Wiklund    | U             | Freilos           | Freilos       | Ivar Böhling        | N             | ausgeschieden   | ausgeschieden | ausgeschieden  | ausgeschieden | ausgeschieden |
| Peter Öhler       | Halbschwergewicht | Otto Nagel        | S        | Oskar Kumpu          | S        | Ivar Böhling    | N             | Johannes Eriksen | N             | ausgeschieden     | ausgeschieden | ausgeschieden       | ausgeschieden | ausgeschieden   | ausgeschieden | ausgeschieden  | ausgeschieden | ausgeschieden |
| Jean Hauptmanns   | Schwergewicht     | Kalle Viljamaa    | N        | Yrjö Saarela         | N        | ausgeschieden   | ausgeschieden | ausgeschieden    | ausgeschieden | ausgeschieden     | ausgeschieden | ausgeschieden       | ausgeschieden | ausgeschieden   | ausgeschieden | ausgeschieden  | ausgeschieden | ausgeschieden |
| Jakob Neser       | Schwergewicht     | Nikolajs Fārnasts | S        | Barend Bonneveld     | S        | Johan Olin      | N             | Adolf Lindfors   | S             | Kalle Viljamaa    | S             | Yrjö Saarela        | N             | –               | –             | ausgeschieden  | ausgeschieden | 4             |

### Rudern

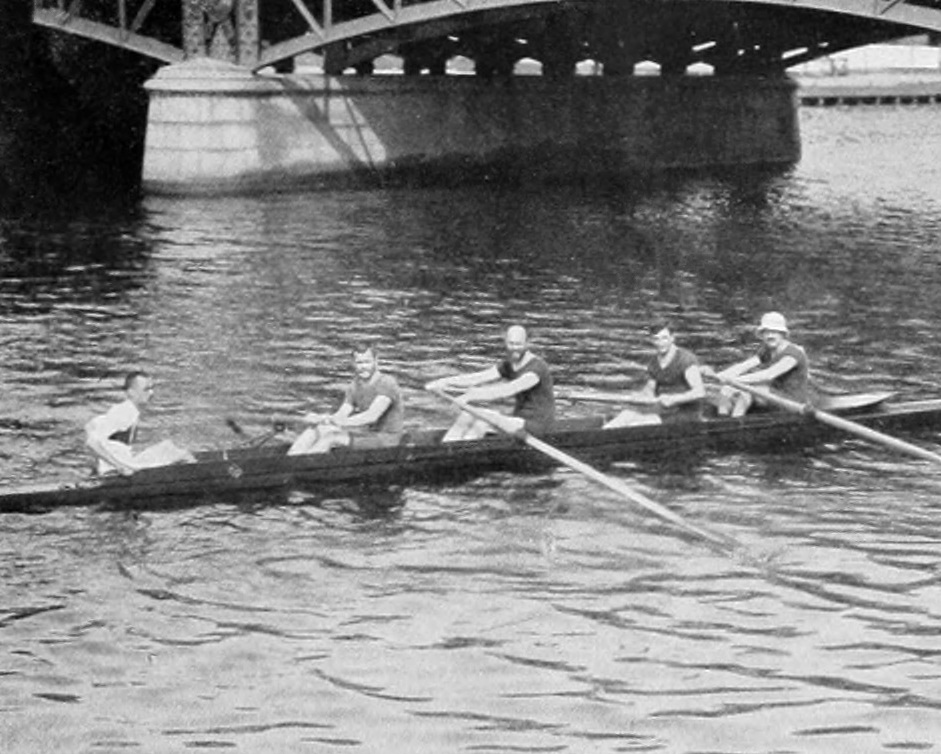
Der deutsche Vierer mit Steuermann bei den Olympischen Sommerspielen 1912

| Athleten | Wettbewerb                       | Vorlauf    | Viertelfinale | Halbfinale    | Finale        | Rang   |
| Athleten | Wettbewerb                       | Zeit       | Zeit          | Zeit          | Zeit          | Rang   |
| --- | -------------------------------- | ---------- | ------------- | ------------- | ------------- | ------ |
| Männer |                                  |            |               |               |               |        |
| Kurt Hoffmann | Einer                            | 7:46,9 min | ausgeschieden | ausgeschieden | ausgeschieden | 8      |
| Martin Stahnke | Einer                            | 8:28,8 min | 7:85,8 min    | ausgeschieden | ausgeschieden | 7      |
| Albert Arnheiter Rudolf Fickeisen Otto Fickeisen Otto Maier (Steuermann) Hermann Wilker                                                                                               | Vierer mit Steuermann (Ausleger) | 7:06,6 min | 7:14,4 min    | 7:41,0 min    | 6:59,4 min    | Gold   |
| Sport Borussia Berlin Otto Charlet (Steuermann) Fritz Eggebrecht Carl Eichhorn Richard Friesicke Gottfried Gelfort Heinrich Landrock Egbert Reimsfeld Andreas Wegener Ludwig Weinacht | Achter                           | 6:45,1 min | unbekannt     | ausgeschieden | ausgeschieden | 4–6    |
| Berliner Ruderverein von 1876 Fritz Bartholomae Willi Bartholomae Max Bröske Werner Dehn Otto Liebing Hans Matthiae Rudolf Reichelt Kurt Runge (Steuermann) Max Vetter                | Achter                           | 6:57,0 min | 6:22,2 min    | 6:18,6 min    | ausgeschieden | Bronze |

### Schießen
| Athleten | Wettbewerb                          | Punkte | Rang   |
| --- | ----------------------------------- | ------ | ------ |
| Männer |                                     |        |        |
| Horst Goeldel-Bronikowen | Laufender Hirsch 100 m Einzelschuss | 27     | 24     |
| Horst Goeldel-Bronikowen | Tontaubenschießen Einzel            | 86     | 12     |
| Erland Koch | Laufender Hirsch 100 m Einzelschuss | 33     | 13     |
| Erland Koch | Laufender Hirsch 100 m Doppelschuss | 47     | 17     |
| Erland Koch | Tontaubenschießen Einzel            | 86     | 12     |
| Albert Preuß | Laufender Hirsch 100 m Einzelschuss | 28     | 21     |
| Albert Preuß | Laufender Hirsch 100 m Doppelschuss | 47     | 17     |
| Albert Preuß | Tontaubenschießen Einzel            | 88     | 4      |
| Gerhard Bock | Freie Pistole 50 m                  | 395    | 44     |
| Heinrich Hoffmann | Freie Pistole 50 m                  | 189    | 54     |
| Georg Meyer | Militärrevolver 30 m Einzel         | 207    | 39     |
| Georg Meyer Benno Wandolleck Gerhard Bock Heinrich Hoffmann                                                                                         | Militärrevolver 30 m Mannschaft     | 890    | 7      |
| Alfred Goeldel-Bronikowen | Tontaubenschießen Einzel            | 94     | Silber |
| Franz Baron von Zedlitz und Leipe | Tontaubenschießen Einzel            | 88     | 4      |
| Erich Graf von Bernstorff-Gyldensteen | Tontaubenschießen Einzel            | 84     | 17     |
| Hans-Joachim Lüttich | Tontaubenschießen Einzel            | 77     | 25     |
| Franz Baron von Zedlitz und Leipe Horst Goeldel-Bronikowen Erich Graf von Bernstorff-Gyldensteen Erland Koch Albert Preuß Alfred Goeldel-Bronikowen | Tontaubenschießen Mannschaft        | 510    | Bronze |

### Schwimmen
| Athleten                                                 | Wettbewerb         | Vorlauf    | Vorlauf | Viertelfinale | Viertelfinale | Halbfinale    | Halbfinale    | Finale        | Finale        | Rang          |
| Athleten                                                 | Wettbewerb         | Zeit       | Rang    | Zeit          | Rang          | Zeit          | Rang          | Zeit          | Rang          | Rang          |
| -------------------------------------------------------- | ------------------ | ---------- | ------- | ------------- | ------------- | ------------- | ------------- | ------------- | ------------- | ------------- |
| Frauen                                                   |                    |            |         |               |               |               |               |               |               |               |
| Wally Dressel                                            | 100 m Freistil     | –          | –       | 1:28,6 min    | 3             | 1:33,4 min    | 4             | ausgeschieden | ausgeschieden | 9             |
| Louise Otto                                              | 100 m Freistil     | –          | –       | 1:34,4 min    | 2             | ausgeschieden | ausgeschieden | ausgeschieden | ausgeschieden | 19–21         |
| Grete Rosenberg                                          | 100 m Freistil     | –          | –       | 1:25,0 min    | 1             | 1:29,2 min    | 3             | 1:27,2 min    | 4             | 4             |
| Hermine Stindt                                           | 100 m Freistil     | –          | –       | 1:29,2 min    | 3             | ausgeschieden | ausgeschieden | ausgeschieden | ausgeschieden | 10            |
| Wally Dressel Louise Otto Grete Rosenberg Hermine Stindt | 4 × 100 m Freistil | –          | –       | –             | –             | –             | –             | 6:04,6 min    | 2             | Silber        |
| Männer                                                   |                    |            |         |               |               |               |               |               |               |               |
| Walther Binner                                           | 100 m Freistil     | unbekannt  | 4–6     | ausgeschieden | ausgeschieden | ausgeschieden | ausgeschieden | ausgeschieden | ausgeschieden | 13–34         |
| Kurt Bretting                                            | 100 m Freistil     | 1:07,0 min | 1       | 1:04,2 min    | 1             | 1:04,6 min    | 1             | 1:05,8 min    | 4             | 4             |
| Georg Kunisch                                            | 100 m Freistil     | unbekannt  | 5       | ausgeschieden | ausgeschieden | ausgeschieden | ausgeschieden | ausgeschieden | ausgeschieden | 17–34         |
| Walter Ramme                                             | 100 m Freistil     | 1:10,2 min | 1       | 1:07,8 min    | 2             | 1:05,8 min    | 2             | 1:06,4 min    | 5             | 5             |
| Max Ritter                                               | 100 m Freistil     | 1:08,0 min | 2       | 1:08,8 min    | 3             | ausgeschieden | ausgeschieden | ausgeschieden | ausgeschieden | 10            |
| Max Ritter                                               | 400 m Freistil     | –          | –       | 5:44,6 min    | 1             | DNS           | DNS           | ausgeschieden | ausgeschieden | ausgeschieden |
| Oskar Schiele                                            | 400 m Freistil     | –          | –       | 5:57,0 min    | 3             | ausgeschieden | ausgeschieden | ausgeschieden | ausgeschieden | 12            |
| Walter Bathe                                             | 200 m Brust        | –          | –       | 3:03,4 min OR | 1             | 3:02,2 min OR | 1             | 3:01,8 min OR | 1             | Gold          |
| Walter Bathe                                             | 400 m Brust        | –          | –       | 6:34,6 min OR | 1             | 6:32,0 min OR | 1             | 6:29,6 min OR | 1             | Gold          |
| Wilhelm Lützow                                           | 200 m Brust        | –          | –       | 3:07,4 min OR | 1             | 3:04,4 min    | 2             | 3:05,0 min    | 2             | Silber        |
| Wilhelm Lützow                                           | 400 m Brust        | –          | –       | 6:49,8 min    | 1             | 6:44,6 min    | 1             | DNS           | DNS           | DNS           |
| Kurt Malisch                                             | 200 m Brust        | –          | –       | 3:08,8 min    | 1             | 3:09,6 min    | 1             | 3:08,0 min    | 3             | Bronze        |
| Kurt Malisch                                             | 400 m Brust        | –          | –       | 6:47,0 min OR | 1             | 6:47,6 min    | 2             | 6:37,0 min    | 4             | 4             |
| Otto Fahr                                                | 100 m Rücken       | –          | –       | 1:22,0 min    | 1             | 1:21,8 min    | 2             | 1:22,4 min    | 2             | Silber        |
| Otto Groß                                                | 100 m Rücken       | –          | –       | 1:24,0 min    | 2             | 1:26,0 min    | 1             | 1:25,8 min    | 5             | 5             |
| Paul Kellner                                             | 100 m Rücken       | –          | –       | 1:26,0 min    | 2             | 1:26,2 min    | 2             | 1:24,0 min    | 3             | Bronze        |
| Erich Schultze                                           | 100 m Rücken       | –          | –       | 1:27,2 min    | 2             | unbekannt     | 5             | ausgeschieden | ausgeschieden | 8–9           |
| Oskar Schiele Georg Kunisch Kurt Bretting Max Ritter     | 4 × 200 m Freistil | –          | –       | –             | –             | 10:42,2 min   | 5             | 10:37,0 min   | 4             | 4             |

### Tennis
| Athleten                            | Wettbewerb   | 1. Runde          | 1. Runde | 2. Runde                 | 2. Runde      | Sechzehntelfinale                | Sechzehntelfinale | Achtelfinale                          | Achtelfinale  | Viertelfinale                        | Viertelfinale | Halbfinale                        | Halbfinale    | Finale/Platz 3                | Finale/Platz 3 | Rang   |
| Athleten                            | Wettbewerb   | Gegner            | Ergebnis | Gegner                   | Ergebnis      | Gegner                           | Ergebnis          | Gegner                                | Ergebnis      | Gegner                               | Ergebnis      | Gegner                            | Ergebnis      | Gegner                        | Ergebnis       | Rang   |
| ----------------------------------- | ------------ | ----------------- | -------- | ------------------------ | ------------- | -------------------------------- | ----------------- | ------------------------------------- | ------------- | ------------------------------------ | ------------- | --------------------------------- | ------------- | ----------------------------- | -------------- | ------ |
| Männer                              |              |                   |          |                          |               |                                  |                   |                                       |               |                                      |               |                                   |               |                               |                |        |
| Luis Heyden                         | Rasen Einzel | Freilos           | Freilos  | Édouard Mény de Marangue | 3:2           | Aurél von Kelemen                | 3:1               | Theodore Pell                         | 3:1           | ausgeschieden                        | ausgeschieden | ausgeschieden                     | ausgeschieden | ausgeschieden                 | ausgeschieden  | 9      |
| Oscar Kreuzer                       | Rasen Einzel | Freilos           | Freilos  | Herman Bjørklund         | 3:0           | Bjarne Angell                    | unbekannt         | Michail Sumarokow-Elston              | 3:1           | Arthur Zborzil                       | 3:0           | Charles Winslow                   | 0:3           | Platz 3: Ladislav Žemla       | 3:1            | Bronze |
| Paul Lindpaintner                   | Rasen Einzel | Fritz Felix Pipes | 0:3      | ausgeschieden            | ausgeschieden | ausgeschieden                    | ausgeschieden     | ausgeschieden                         | ausgeschieden | ausgeschieden                        | ausgeschieden | ausgeschieden                     | ausgeschieden | ausgeschieden                 | ausgeschieden  | 65     |
| Heinrich Schomburgk                 | Rasen Einzel | Freilos           | Freilos  | J. Montariol             | w.o.          | Robert Spies                     | 3:0               | Harold Kitson                         | 0:3           | ausgeschieden                        | ausgeschieden | ausgeschieden                     | ausgeschieden | ausgeschieden                 | ausgeschieden  | 9      |
| Robert Spies                        | Rasen Einzel | Freilos           | Freilos  | Jaroslav Just            | 6:2           | Heinrich Schomburgk              | 0:3               | ausgeschieden                         | ausgeschieden | ausgeschieden                        | ausgeschieden | ausgeschieden                     | ausgeschieden | ausgeschieden                 | ausgeschieden  | 17     |
| Otto von Müller                     | Rasen Einzel | Freilos           | Freilos  | Ove Frederiksen          | 3:0           | Jenő Zsigmondy                   | 3:0               | Béla von Kehrling                     | 3:0           | Ladislav Žemla                       | 0:3           | ausgeschieden                     | ausgeschieden | ausgeschieden                 | ausgeschieden  | 5      |
| Heinrich Schomburgk Otto von Müller | Rasen Doppel | –                 | –        | –                        | –             | Aurél von Kelemen/Leó von Baráth | 3:0               | Albert Canet/Édouard Mény de Marangue | 1:3           | ausgeschieden                        | ausgeschieden | ausgeschieden                     | ausgeschieden | ausgeschieden                 | ausgeschieden  | 9      |
| Luis Heyden Robert Spies            | Rasen Doppel | –                 | –        | –                        | –             | Torsten Grönfors/Frans Möller    | 3:2               | Ove Frederiksen /Frans Möller         | 3:0           | Jaroslav Just/Ladislav Žemla         | 0:3           | ausgeschieden                     | ausgeschieden | ausgeschieden                 | ausgeschieden  | 5      |
| Frauen                              |              |                   |          |                          |               |                                  |                   |                                       |               |                                      |               |                                   |               |                               |                |        |
| Dora Köring                         | Rasen Einzel | –                 | –        | –                        | –             | –                                | –                 | Sigrid Fick                           | 2:0           | Valborg Bjurstedt                    | w.o.          | Edith Arnheim                     | 2:0           | Marguerite Broquedis          | 1:2            | Silber |
| Mixed                               |              |                   |          |                          |               |                                  |                   |                                       |               |                                      |               |                                   |               |                               |                |        |
| Dora Köring Heinrich Schomburgk     | Rasen Doppel | –                 | –        | –                        | –             | –                                | –                 | Valborg Bjurstedt/Trygve Smith        | w.o.          | Josefine von Lobkowitz/Jaroslav Just | w.o.          | Marguerite Broquedis/Albert Canet | 2:0           | Sigrid Fick/Gunnar Setterwall | 2:0            | Gold   |

### Turnen
| Athleten | Wettbewerb           | Punkte | Rang |
| --- | -------------------- | ------ | ---- |
| Männer |                      |        |      |
| Wilhelm Brülle Erwin Buder Walther Engelmann Arno Glockauer Walther Jesinghaus Karl Jordan Rudolf Körner Heinrich Pahner Kurt Reichenbach Johannes Reuschle Karl Richter Hans Roth Adolf Seebaß Eberhard Sorge Alexander Sperling Alfred Staats Hans Werner Martin Worm | Mannschaftsmehrkampf | 32,40  | 5    |
| Wilhelm Brülle Erwin Buder Walther Engelmann Arno Glockauer Walther Jesinghaus Karl Jordan Rudolf Körner Heinrich Pahner Kurt Reichenbach Johannes Reuschle Karl Richter Hans Roth Adolf Seebaß Eberhard Sorge Alexander Sperling Alfred Staats Hans Werner Martin Worm | Freies Turnen        | 16,85  | 4    |

### Wasserspringen
| Athleten      | Wettbewerb                                 | Vorkampf | Vorkampf | Finale        | Finale        | Rang   |
| Athleten      | Wettbewerb                                 | Punkte   | Rang     | Punkte        | Rang          | Rang   |
| ------------- | ------------------------------------------ | -------- | -------- | ------------- | ------------- | ------ |
| Männer        |                                            |          |          |               |               |        |
| Kurt Behrens  | Kunstspringen 1 m und 3 m                  | 80,14    | 1        | 73,73         | 3             | Bronze |
| Kurt Behrens  | Turmspringen (einfach und zusammengesetzt) | 58,35    | 16       | ausgeschieden | ausgeschieden | 16     |
| Kurt Behrens  | Turmspringen einfach (5 und 10 m)          | 35,10    | 14       | ausgeschieden | ausgeschieden | 14     |
| Paul Günther  | Kunstspringen 1 m und 3 m                  | 78,14    | 2        | 79,23         | 1             | Gold   |
| Paul Günther  | Turmspringen einfach (5 und 10 m)          | 36,10    | 10       | DNF           | DNF           | DNF    |
| Hans Luber    | Kunstspringen 1 m und 3 m                  | 77,50    | 4        | 76,78         | 2             | Silber |
| Hans Luber    | Turmspringen (einfach und zusammengesetzt) | 61,66    | 9        | ausgeschieden | ausgeschieden | 9      |
| Hans Luber    | Turmspringen einfach (5 und 10 m)          | 36,20    | 8        | ausgeschieden | ausgeschieden | 8      |
| Albert Zürner | Kunstspringen 1 m und 3 m                  | 74,64    | 6        | 73,33         | 4             | 4      |
| Albert Zürner | Turmspringen (einfach und zusammengesetzt) | 65,04    | 6        | 72,60         | 2             | Silber |
| Albert Zürner | Turmspringen einfach (5 und 10 m)          | 31,70    | 23       | ausgeschieden | ausgeschieden | 23     |